# Metoligotoma reducta
Metoligotoma reducta is een insectensoort uit de familie Australembiidae, die tot de orde webspinners (Embioptera) behoort. De soort komt voor in Australië.
Metoligotoma reducta is voor het eerst wetenschappelijk beschreven door Davis in 1936.